# Estação Bom Parto
A Estação Bom Parto é uma das estações da Linha Verde do Sistema de Trens Urbanos de Maceió, situada em Maceió, entre a Estação Mercado do Artesanato e a antiga Estação Mutange. É administrada pela Companhia Brasileira de Trens Urbanos (CBTU) por meio da Superintendência de Trens Urbanos de Maceió.
Originalmente inaugurada em 1995, a estação foi reinaugurada em 1º de dezembro de 2017 após ser reconstruída. Localiza-se na Avenida Francisco de Menezes. Atende o bairro do Bom Parto.
A estação recebeu esse nome por estar situada no bairro do Bom Parto. O nome Bom Parto advém da Igreja Nossa Senhora do Bom Parto, localizada no bairro.
Desde março de 2020 é uma das estações terminais da Linha Verde do sistema.

## História
Em 2015, foi iniciada a construção de uma nova edificação para a estação. A ordem de serviço para o início das obras, tanto da Estação Bom Parto quanto da Estação Mercado do Artesanato, foi assinada no dia 6 de março de 2015. A construção das duas estações, bem como a modernização de 6 km da Via Permanente do sistema, foram orçadas em R$ 23,5 milhões e feitas com recursos provenientes do Programa de Aceleração do Crescimento (PAC). Durante a reforma, os passageiros precisaram utilizar uma plataforma improvida a fim de usufruir do transporte ferroviário. As obras foram paralisadas em 2016 devido a dificuldades no orçamento, incluído no Programa de Aceleração do Crescimento (PAC), e a ajustes no projeto da estação.
A estação foi reinaugurada em 1º de dezembro de 2017 após reconstrução durante cerimônia que contou com as presenças do senador Benedito de Lira, do vice-prefeito de Maceió, Marcelo Palmeira, e do superintendente regional da CBTU, Marcelo Aguiar. A operação recomeçou no dia seguinte. Com as obras, a estação passou a contar com banheiro para pessoas especiais, sistema eletrônico de câmeras, subestação de alta tensão e gerador próprio, iluminação de LED e uma mini estação de tratamento de esgotos.